# Purmo å
Purmo å (finska Purmojoki) är en å i Södra Österbotten och Österbotten och ett av Finlands huvudavrinningsområden. Åns huvudfåra har en längd på 62 km och en fallhöjd på 64,2 m. Avrinningsområdet på 864 km² ligger i kommunerna Evijärvi, Kauhava, Lappajärvi, Nykarleby och Pedersöre.

## Sträckning

### Huvudfåran
Den södra grenen av Purmo å rinner upp i Purmosjön i Kauhava. Ån rinner genom tätorterna Kortesjärvi, Lillby, Purmo, Forsby och Bennäs och går ihop med Esse å ungefär en kilometer innan den rinner ut i Larsmosjön.

### Purmo norra å
Purmo norra å (finska: Norijoki) börjar i sjön Haapajärvi i Evijärvi kommun. Ån rinner till Kertussjön och fortsätter därefter genom Purmo kommundel till Forsby där den går ihop med huvudfåran.